# Smithsonian Agreement
Lo Smithsonian Agreement (in italiano: Accordo smithsoniano) fu un accordo raggiunto dai membri del G10 nel 1971 per rimediare al caos monetario seguito alla fine del Sistema di Bretton Woods.

## Storia
Nell'agosto 1971 il presidente statunitense Richard Nixon aveva infatti approvato una legge che sospendeva l'obbligo per la Federal Reserve di convertire dollari in oro al rapporto fisso di 35 dollari l'oncia, stabilito nel 1944 a Bretton Woods (il cosiddetto "Nixon shock"). Al contempo, la legge introdusse una tassa del 10% sulle importazioni negli Stati Uniti. Era finita così l'epoca dello standard oro-dollaro.
Tale decisione rischiava però di provocare il caos nell'economia mondiale, che si trovava improvvisamente senza un sistema monetario internazionale. Fu così che nel dicembre dello stesso anno, i rappresentanti del Gruppo dei Dieci si riunirono a Washington, presso lo Smithsonian Institute. Ne nacque il cosiddetto Smithsonian Agreement, con il quale si decise una svalutazione del dollaro del 7,9% fissando un cambio di 38 dollari per oncia d'oro. 
Non fu ripristinato invece l'obbligo per gli Stati Uniti di scambiare dollari con oro. Furono anche modificati i tassi di cambio tra le altre monete e si stabilì una banda di oscillazione del 2,25% attorno alle nuove parità. Infine, fu abolita la nuova tassa statunitense sulle importazioni.
| Monete             | Variazione rispetto all'oro | Variazione rispetto al dollaro | Nuovo tasso centrale o medio del dollaro | Nuovi limiti inferiori e superiori rispetto al dollaro |
| Monete             | in percentuale              | in percentuale                 | in unità di valuta per dollaro USA       | in unità di valuta per dollaro USA                     |
| ------------------ | --------------------------- | ------------------------------ | ---------------------------------------- | ------------------------------------------------------ |
| Yen                | + 7,7                       | + 16,9                         | 308,00                                   | 314,93 - 301,07                                        |
| Franco svizzero    | + 7,1                       | + 13,9                         | 3,84                                     | 3,9265 - 3,7535                                        |
| Scellino austriaco | + 5,1                       | + 11,6                         | 23,30                                    | 23,82 - 22,78                                          |
| Marco tedesco      | + 4,6                       | + 13,6                         | 3,2225                                   | 3,295 - 3,150                                          |
| Franco belga       | + 2,8                       | + 11,6                         | 44,8159                                  | 45,8250 - 43,8075                                      |
| Fiorino olandese   | + 2,8                       | + 11,6                         | 3,2447                                   | 3,3175 - 3,171875                                      |
| Sterlina           | -                           | + 8,6                          | 2,60571*                                 | 2,5471 - 2,6643*                                       |
| Franco francese    | -                           | + 8,6                          | 5,1157                                   | 5,2310 - 5,0005                                        |
| Lira italiana      | - 1,0                       | + 7,5                          | 581,50                                   | 594,6 - 568,4                                          |
| Corona svedese     | - 1,0                       | + 7,5                          | 4,8129                                   | 4,920 - 4,705                                          |
| Dollaro            | - 7,9                       | -                              | -                                        | -                                                      |

* Dollari per sterlina
Nel corso degli anni '70, a seguito della crisi petrolifera del 1973 e di quella del 1979 e della Spirale inflattiva conseguente, si deciderà nel 1978-'79 di mettere a punto un Sistema monetario europeo (SME/ESM) con un'Unità di conto europea (UCE/ECU) per fronteggiare la crisi perdurante di quegli anni.